# Saffarin
Saffarin – wieś w Palestynie, w muhafazie Tulkarm. Według danych Palestyńskiego Centralnego Biura Statystycznego w 2016 roku miejscowość liczyła 891 mieszkańców.